# Heartley Anderson
Heartley William “Hunk” Anderson (* 22. Dezember 1898 in Tamarack, Michigan; † 24. April 1978 in West Palm Beach, Florida) war ein US-amerikanischer American-Football-Spieler und -Trainer. Er spielte als Guard in der National Football League (NFL). Anderson war ein Footballtrainer, der durch zahlreiche Innovationen den Footballsport entscheidend mitgeprägt hat und dessen Veränderungen auch in der Neuzeit Verwendung finden.

## Herkunft
Anderson besuchte in Calumet, einer Stadt, die durch zahlreiche Kupferminen geprägt war, die High School. Sein Vater arbeitete bei der Eisenbahn und hatte nicht die Möglichkeit Anderson ein Studium zu finanzieren. Um sich sein Studium an einem College zu ermöglichen, arbeitete er als Chauffeur. Durch einen Freund von Anderson wurde der Head Coach der University of Notre Dame Knute Rockne auf diesen aufmerksam und lud ihn daraufhin zu einem Probetraining ein. Ursprünglich wollte Anderson auf der Position eines Fullback spielen, was von Rockne abgelehnt wurde. Stattdessen wurde ihm angeboten in der Footballmannschaft als Guard zu spielen. Anderson nahm dieses Angebot an und erhielt ein Stipendium.

## Spielerlaufbahn

### Collegespieler
Von 1918 bis 1921 studierte Anderson an der University of Notre Dame in South Bend, Indiana. Am College spielte er neben American Football, auch Basketball und Baseball für die Notre Dame Fighting Irish. 1919 und 1920 blieb die Footballmannschaft aus Indiana ungeschlagen und gewann die regionale Meisterschaft. Anderson gewann mit seinem Team während seiner Studienzeit 31 von 35 Spielen. 1921 wurde Hunk Anderson zum All American gewählt und schloss 1922 sein Studium als Bauingenieur ab.

### Profispieler

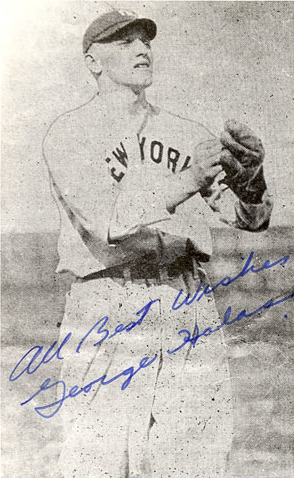
George Halas

1922 schloss sich Anderson den von George Halas trainierten Chicago Bears an. Die Bears verpflichteten 1923 Ed Healey und seinen ehemaligen Mitspieler bei der University of Notre Dame George Trafton, die zu Partnern von Anderson in der Offensive Line wurden. Mit Ausnahme eines kurzen Gastspiels bei den Cleveland Indians blieb Anderson den Bears bis 1925 treu.
1924 krönten sich die Bears selbst zum (allerdings inoffiziellen) Meister. Sie hatten die Cleveland Bulldogs am 7. Dezember 1924 geschlagen. Da die NFL allerdings davon ausgegangen war, dass die Saison am 30. November 1924 geendet hatte, wurde die Mannschaft aus Cleveland zum Meister gekürt.

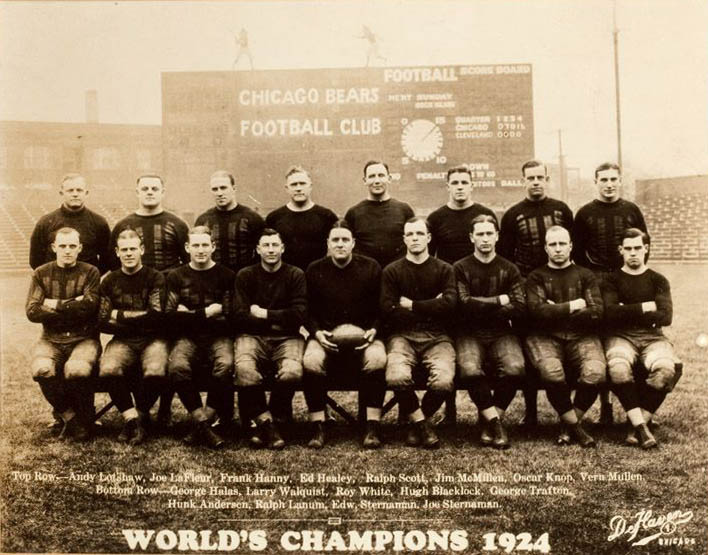
Chicago Bears 1924

Anderson beendete nach der NFL-Saison 1925 seine Spielerlaufbahn.

## Trainerlaufbahn
Anderson kehrte nach seiner Spielerlaufbahn an die University of Notre Dame zurück und wurde Assistenztrainer von Knute Rockne. 1931 verunglückte Rockne tödlich bei einem Flugzeugabsturz und Anderson wurde sein Nachfolger als Head Coach. Seine erste Station als Head Coach fiel in die Zeit der Grossen Depression und die University of Notre Dame war gezwungen die Mittel für die Stipendien der Spieler zu kürzen und die Anzahl der Assistenztrainer zu beschränken. In der Saison 1933 verloren die Fighting Irish dann zum ersten Mal mehr Spiele, als sie gewinnen konnten. Anderson verließ nach drei Jahren South Bend. Er wurde Head Coach an der North Carolina State University. In North Carolina war er von 1934 bis 1936 tätig. 1939 unterschrieb er einen Vertrag als Assistenztrainer bei den Detroit Lions, wechselte aber in der gleichen Funktion ein Jahr später zu den Bears. Sowohl in Detroit, als auch in Chicago war Anderson für die Defense, für die Offensive Line und die Defensive Line zuständig.
1940 waren die Bears eine der bestimmenden Mannschaften in der NFL. Zahlreiche Auswahlspieler, wie Ken Kavanaugh, Dan Fortmann oder Joe Stydahar standen bei den Bears unter Vertrag. Im NFL-Meisterschaftsspiel 1940 deklassierte das Team die Washington Redskins mit 73:0. 1941 gewannen sie erneut die Meisterschaft und besiegten im Endspiel die New York Giants mit 37:9. Die Bears konnten 1942 alle Spiele der regular Season gewinnen. Obwohl die von Anderson in diesem Jahr trainierte Defense der Bears als eine der besten Abwehrreihen der NFL Geschichte gilt und die Redskins im Endspiel nur 170 Yards Raumgewinn erzielen konnten, ging das Spiel gegen die Mannschaft aus Washington, D.C. überraschend mit 14:6 verloren.
Anderson hatte im Laufe der Saison 1942 zusammen mit Luke Johnsos George Halas als Head Coach abgelöst. Diese Ablösung war erforderlich geworden, weil Halas während des Zweiten Weltkriegs in der US-Armee dienen musste. Es war allerdings abzusehen, dass er nach Kriegsende als Trainer der Bears wieder tätig werden wird.
Zusammen mit Johnson führte Anderson das Team aus Chicago 1943 zur Meisterschaft. Erneut waren die Redskins im Endspiel der Gegner und die Bears konnten sich mit 41:21 durchsetzen. 1945 verschlechterten sich die Leistungen des Teams und es wurden mehr Spiele verloren als gewonnen. George Halas wurde ab 1946 wieder Trainer der Mannschaft. Anderson blieb aber den Bears als Assistenztrainer bis 1952 treu. Zusammen mit Hals gelang ihm ein weiterer Meisterschaftsgewinn. 1946 wurden die New York Giants mit 24:14 im Endspiel geschlagen.
Anderson war einer der Trainer, der das moderne Footballspiel entscheidend geprägt hat. Er führte den Blitz in das Spiel ein, wobei er insbesondere die Safety einsetzte. Den ersten „Blitz“ ließ er als Assistenztrainer gegen die Chicago Bears durchführen, von denen er kurze Zeit später verpflichtet wurde. Er war der erste Trainer, der Raum- und Manndeckung miteinander kombinierte. In der Offense führte er neue Blocktechniken ein.

## Nach der Trainerlaufbahn
Anderson arbeitete nach seiner Trainerlaufbahn in der Stahlindustrie. Er war verheiratet und hatte drei Kinder. Anderson starb nach langer Krankheit an Krebs. Seine Grabstätte ist nicht bekannt.

## Ehrungen
Anderson ist Mitglied im NFL 1920s All-Decade Team und in der College Football Hall of Fame sowie in der Upper Peninsula Sports Hall of Fame. Er wurde einmal zum All-Pro gewählt. Obwohl zahlreiche Footballfans Anderson’s Aufnahme in die Pro Football Hall of Fame gefordert haben, wurde ihm bislang die Aufnahme verweigert, da das Aufnahmekomitee die Auswahl der Spieler und Trainer, die vor 1955 aktiv waren, limitiert hat und die aktive Zeit von Anderson in der NFL als nicht ausreichend betrachtet. 1976 veröffentlichte ein Jugendfreund von Anderson dessen Lebensgeschichte in einem Buch.

## Quelle
- Emil Klosinski, Notre Dame, Chicago Bears and Hunk Anderson, North Hollywood 2006, ISBN 978-1886571204